# Johann Heinrich Meißner
Johann Heinrich Meißner (geboren 1701 in Königsberg; gestorben vor dem 8. Mai 1770 in Danzig) war ein deutscher Bildhauer des Rokoko. Er gilt als einer der besten Bildhauer seiner Zeit in Preußen.

## Leben
Meißner kam 1726 nach Danzig, wo er als freier Bildhauermeister ohne Zunftzwang arbeiten konnte. Im selben Jahr heiratete er Anna Maria Giesebrecht, mit der er sechs Kinder hatte. Meißner muss schnell erfolgreich gewesen sein, so dass vermögende Danziger Bürger Taufpaten seiner Kinder wurden. Er lebte zunächst in der Altstadt in der Nähe der Katharinenkirche und ab 1755 in der Niederstadt in Langgarten. Sein Todesdatum ist unbekannt, er wurde am 8. Mai 1770 begraben.

## Wirken

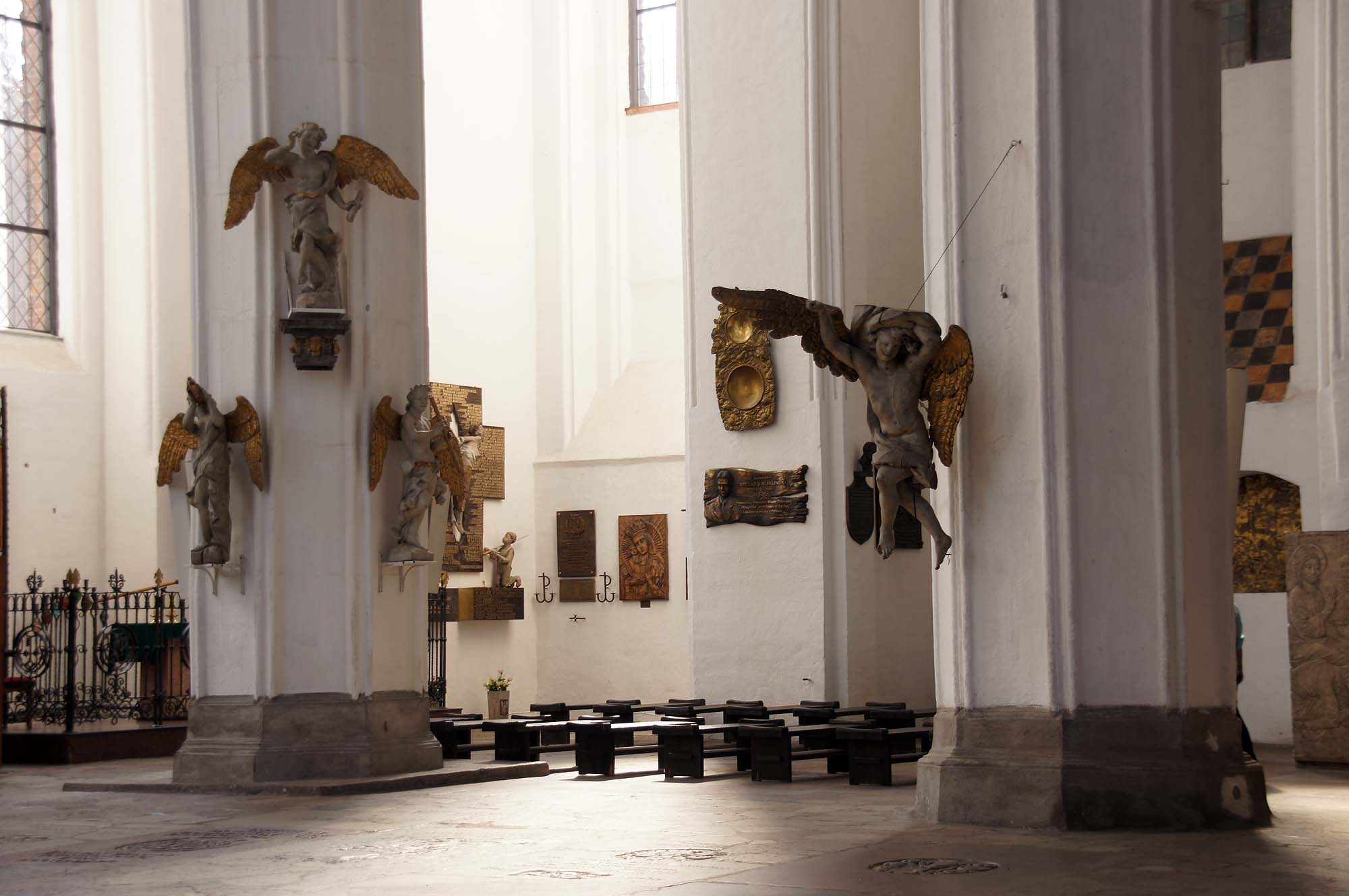
Marienkirche in Danzig: Figurenschmuck des Orgelprospekts

Meißner arbeitete in unterschiedlichen Materialien; unter anderem sind Arbeiten in Sandstein, Marmor, Alabaster, Buchsbaum und Elfenbein nachweisbar. Er erstellte sowohl vollplastische Skulpturen als auch Reliefe. Meißner unterhielt eine große Werkstatt mit zahlreichen Mitarbeitern, die seine Entwürfe umsetzten, darunter auch Kunstschmiedearbeiten. Es wird davon ausgegangen, dass an nahezu allen Werken mehrere Personen beteiligt waren, lediglich bei den kleinformatigen Statuetten in Holz scheint eine ausschließliche Urheberschaft Meißners wahrscheinlich.
Am Anfang seines Berufslebens arbeitete er vorwiegend für private Auftraggeber. 1730 erhielt er den ersten größeren öffentlichen Auftrag, als der Königsberger Magistrat bei ihm ein Denkmal des preußischen Königs Friedrich Wilhelm I. bestellte. Ab den 1740er Jahren begann seine intensivste Arbeitsphase, die bis zur Mitte der 1760er Jahre andauerte. Für die Kathedrale Mariä Himmelfahrt und St. Andreas in Frombork fertigte er 1752 mehrere Skulpturen und Schmuckvasen an. 1755 wurde sein Denkmal für den polnischen König August III. im Danziger Artushof enthüllt. Zwischen 1760 und 1765 entstanden zahlreiche Werke für die Danziger Marienkirche, darunter eine Statue des hl. Reinhold und der Figurenschmuck des Orgelprospekts und der Kanzel. Auch der Figurenschmuck am Prospekt der kleinen Orgel in der Johanneskirche stammt aus dieser Schaffensphase.
Für private Auftraggeber fertigte Meißner vor allem kleinformatige Statuetten und Reliefe zu Themen der antiken Mythologie an; sie werden zu seinen besten Arbeiten gerechnet. Zu den Werken mit mythologischen Bezügen gehören auch Reliefe für die Balustraden an den für Danzig typischen Beischlägen.
Nach Ansicht der Kunsthistorikerin Teresa Grzybkowska gibt es im Bereich der Kleinplastik mit ihren virtuosen Formen und ausgewählten Materialien „nichts Ebenbürtiges in der Danziger Kunst“. Sie ordnet Meißners Wirken als „rokokohafte[n] Neomanierismus“ ein, der vom niederländischen und Prager Manierismus beeinflusst sei. Nach Paweł Freus sei sein Werk von einem hohen Maß an Individualität geprägt, weich modellierte Formen seien mit realistischer Gestaltung verknüpft worden.

## Werke (Auswahl)
In Meißners Werkstatt entstanden mehrere hundert Werke, von denen allerdings ein Großteil nicht erhalten ist. Ein wesentlicher Teil des Gesamtwerks ging im Zuge des Zweiten Weltkriegs verloren, insbesondere die zwei Monumentalskulpturen und zahlreiche Arbeiten im kirchlichen Raum sowie die Bauplastiken. Von den besser überlieferten Kleinplastiken befinden sich einige in privater Hand, andere in öffentlichen Sammlungen, insbesondere im Danziger Nationalmuseum, aber auch im Germanischen Nationalmuseum in Nürnberg.

### Denkmäler

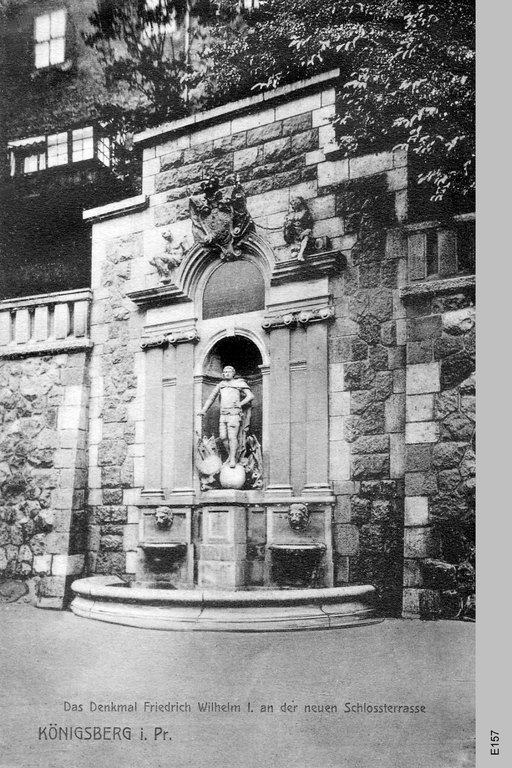
Denkmal des preußischen Königs Friedrich Wilhelm I.; Südseite des Königsberger Schlosses

- Denkmal des preußischen Königs Friedrich Wilhelm I., gotländischer Sandstein, 1730–1736; zunächst am Packhaus in Königsberg, dann auf der Südseite des Schlosses aufgestellt;[1][5] Kriegsverlust[3]
- Statue des polnischen Königs August III. für den Artushof Danzig, Marmor, 1752–1755; Kriegsverlust; Miniaturkopien im Dendrologischem Museum in Kórnik, im Museum für Kunst und Gewerbe Hamburg und im Grassi Museum für Angewandte Kunst in Leipzig[3]

### Arbeiten im kirchlichen Raum
- Altarschmuck der Kathedrale Mariä Himmelfahrt und St. Andreas in Frombork, Holz, 1752; bestehend aus vier Engelsfiguren zwei Vasen und weiteren Dekorationselementen[3]
- Figurenschmuck des Prospekts der kleinen Orgel der Danziger Johanneskirche (hl. Johannes und vier Engel), Holz, 1760;[1] Kriegsverlust
- Statue des hl. Reinhold für die Reinholdskapelle der Danziger Marienkirche, Holz, 1760; Kriegsverlust[3]
- Figurenschmuck des Orgelprospekts der Danziger Marienkirche, Holz, 1760–1761; erhalten[3]
- Figurenschmuck der Kanzel der Danziger Marienkirche, Holz, 1762–1763; Kriegsverlust[3]
- Figurenschmuck des Gestühls der Michaelskapelle in der Danziger Marienkirche, Holz, 1763–64; Kriegsverlust[3]
- Statuen von Christus und Moses für die Goldschmiedekapelle der Danziger Marienkirche, Holz, 1765; erhalten[3]

### Bauplastik

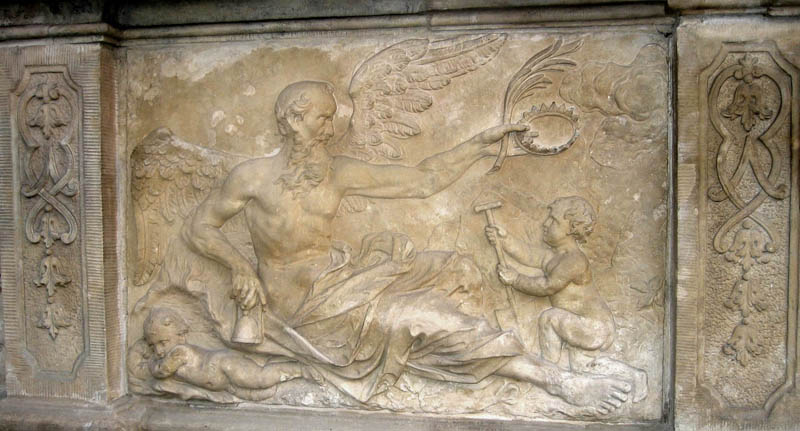
Chronos; Flachrelief am Haus Langer Markt 45 in Danzig

- Reliefschmuck des Beischlags am Haus Langer Markt 45 in Danzig, ursprünglich an ul. Korzennej 43 angebracht; Allegorien und mythologische Figuren: Wissenschaft, Chronos, Apollon, Athena, Putto mit Palmen, Putto mit Laute
- Reliefschmuck des Beischlags am Schlüterhaus in Danzig (ul. Piwnej 1/2); antike Ruinen und Landschaften
- Reliefschmuck des Beischlags am Haus ul. Chlebnickiej 14/14a in Danzig; Allegorien der Jahreszeiten
- Beischlagrelief Ruhendes Mädchen im Germanischen Nationalmuseum in Nürnberg

### Kleinplastik
- Herkules und Omphale, Relief, Buchsbaum, 1759, im Nationalmuseum in Danzig und im Metropolitan Museum of Art in New York
- Hippomenes und Atalanta, Relief, Buchsbaum, im Nationalmuseum in Danzig
- Omphale, Statuette, Buchsbaum, 1760er Jahre, im Nationalmuseum in Danzig
- Schlafender Putto, Statuette, Buchsbaum, im Nationalmuseum in Danzig
- Venus, Statuette, Buchsbaum, 1760er Jahre, im Nationalmuseum in Danzig
- Herkules und Venus, Statuetten, Buchsbaum und Walnuss, in der Art Gallery of Ontario